# Friedrich Wilhelm Bülow von Dennewitz
Pour les articles homonymes, voir von Bülow.
Le baron (Freiherr) Friedrich Wilhelm von Bülow (Frédéric-Guillaume Bülow), né le 16 février 1755 à Falkenberg, et mort le 25 février 1816 à Königsberg (province de Prusse-Orientale), est un général prussien, comte de Dennewitz, général en chef de l'infanterie prussienne, célèbre par la part active qu'il prit aux grandes luttes de la Prusse contre Napoléon. Il se distingua lors de la campagne de 1813 et prit une grande part aux batailles de Leipzig et Waterloo. Il est le frère d'Heinrich von Bülow.

## Biographie
Il naquit à Falkenberg, domaine où résidait son père, fils de Guillaume Dietrich de Bülow, mort en 1737, ministre d'État prussien. Après avoir reçu une éducation distinguée dans la maison paternelle, il témoigna de bonne heure les dispositions les plus prononcées pour l'état militaire. 
Le 2 avril 1768, Bülow s'engage comme caporal dans le 13e régiment d'infanterie "von Lottum" de l'armée prussienne. À l'âge de 14 ans il entra au service avec le grade de lieutenant; et il était parvenu à celui de capitaine, lorsqu'en 1793 il fut nommé gouverneur du prince Louis Ferdinand de Prusse, avec le titre de major, et fit en cette qualité la campagne du Rhin. Au siège de Mayence il donna de nombreuses preuves de bravoure, notamment en faisant échouer une diversion tentée contre Marienborn par les Français, et contribua beaucoup à la prise de cette place importante, en enlevant d'assaut le bastion de Zahlbach de la forteresse de Mayence. 
Sa mission auprès du prince une fois terminée, il entra dans la brigade des fusiliers de la Prusse-Orientale, et y obtint le commandement d'un bataillon. Pendant la guerre de 1806-1807, il concourut, en qualité de lieutenant-colonel, sous les ordres du général Lestocq, à la défense de Thorn, et se distingua dans plusieurs affaires, notamment à celle de Waltersdorf. En 1808 il passa général major, puis général de brigade, et fut nommé, en 1811, gouverneur de la province de Prusse-Orientale et Occidentale.
Lorsque la Prusse, déchirant les traités qui la liaient à la politique de Napoléon Ier, eut tourné ses armes contre la France, ce fut le général von Bülow qui, le 5 avril 1813, remporta, près de Möckern, les premiers succès dont furent couronnés, dans cette guerre, les efforts des troupes prussiennes. 
En s'emparant, le 2 mai suivant, de Halle, il gagna la confiance de son armée et ranima l'enthousiasme du peuple, que la perte toute récente de la bataille de Lützen avait singulièrement découragé. Peu de temps après, par l'avantage qu'il remporta à la bataille de Luckau sur le maréchal Oudinot, il mit une première fois à l'abri du danger la ville de Berlin que les Français menaçaient déjà. 
À l'expiration de l'armistice (août 1813), son corps d'armée fut placé sous les ordres de Bernadotte, prince royal de Suède, commandant en chef de l'armée du Nord. Dans cette position dépendante, Bülow se vit souvent condamné à l'inaction par suite de la tactique temporisatrice adoptée par Bernadotte. Il sut cependant se dérober peu à peu à cette influence, et agit de son propre mouvement toutes les fois que l'occasion s'en présenta. 
C'est ainsi, et à peu près contre l'avis du prince de Suède, qu'il livra la bataille de Gross-Beeren, dans laquelle il battit le maréchal Oudinot pour la seconde fois, et celle de Dennewitz, où, par ses dispositions, il repoussa le maréchal Ney accouru au secours de son collègue, sauvant ainsi une seconde et une troisième fois la ville de Berlin, et détruisant du même coup une partie considérable des forces ennemies. 
Le roi de Prusse, en récompense de ces faits d'armes, le nomma chevalier grand-croix de la croix de fer ; et ses troupes, le saluèrent du surnom de l'heureux général. Après avoir été chargé pendant quelque temps de l'investissement de Wittemberg, il prit une part importante à la bataille de Leipzig. 
Débouchant de Paunsdorf et de Reudnitz, ce fut lui qui, le premier, dans la journée du 19 octobre, parut avec ses troupes aux portes de Leipzig, qu'il enleva de vive force. Pendant que les armées alliées poursuivaient l'armée de Napoléon dans sa retraite sur le Rhin, Bülow fut chargé d'occuper les provinces septentrionales de l'Allemagne, et d'observer militairement le Rhin inférieur et l'Yssel. 
Vers la fin de janvier 1814, en coopération avec le corps russe de Wintzingenrode et les Hollandais soulevés contre les Français, il occupa rapidement les Pays-Bas et la Belgique, à l'exception de quelques forteresses où les Français se retranchèrent. Après un échec devant Anvers, il reçut l'ordre de venir opérer sa jonction avec l'armée qui manœuvrait en Champagne sous les ordres de Blücher. Ce qu'il exécuta, dès le 4 mars, en s'emparant, chemin faisant, de La Fère et obtint la reddition de Soissons. Il prit part à la bataille de Laon, enleva Compiègne, et termina la campagne en occupant les hauteurs de Montmartre, lorsque les troupes alliées entrèrent dans Paris. Ce fut dans cette capitale que le roi de Prusse le créa comte de Dennewitz, et lui accorda une dotation en terres d'un million de francs.
Il fut nommé ensuite commandant supérieur de la province de Prusse-Orientale et Occidentale.
À l'ouverture de la campagne de Belgique de 1815, il reçut le commandement en chef du 4e corps de l'armée de Basse-Rhénanie qu'il amena en toute hâte à Blücher, et il l’aida ainsi à achever la bataille de Waterloo.
Nommé, par suite de la part qu'il prit à cette affaire, chef du 15e régiment de ligne, qui dès lors porta son nom, il revint, le 11 janvier 1816, reprendre son poste à Königsberg, et y mourut le 25 février de la même année. 
Bülow n'était pas seulement un officier distingué : il n'était pas moins estimable comme homme et comme citoyen. Initié dès sa jeunesse à la théorie de la tactique, il en fit l'objet constant de ses études, sans pour cela négliger les beaux-arts. C'est ainsi qu'il composa plusieurs morceaux de musique sacrée.

## Famille
Bülow se marie deux fois. Le 9 novembre 1802, il épouse à Königsberg Auguste Marianne (1780-1807), fille du général de division prussien Johann Kasimir von Auer (de). Le couple a eu les enfants suivants :
- Wilhelmine (morte en 1805)
- Johanna Auguste (née en 1806)
- Marianne (née le 29 juin 1807 et morte le 1er février 1874) mariée avec Anton Otto Ludwig Leopold Eugen von Bardeleben (né le 15 mai 1797 et mort le 4 avril 1884)[1], Fils de Karl Alexander von Bardeleben (de)

Après son décès, il épouse la sœur de sa première épouse, Pauline Juliane (1790-1842), le 27 juin 1808. Le mariage donne naissance aux enfants suivants :
- Elise Sophie Friederike (1810-1811)
- Rudolf Wilhelm (1811-1812)
- Albert Friedrich (né en 1811)
- Luise Pauline (née le 25 octobre 1813 et morte en 1905) mariée avec Karl Eduard von Bülow (de) (1803-1853) (Luise devient la belle-mère de Hans von Bülow).
- Pauline Wilhelmine Victorie Beerenhilde (née le 15 juillet 1815 et morte le 18 août 1867) marié avec Viktor Karl Ludwig Johann von Klinckowstroem (né le 23 août 1813 et mort le 8 novembre 1876)[2]